# Breederivier DBG
Breederivier is een districtsbestuursgebied in het Zuid-Afrikaanse district Kaapse Wynland.
Breederivier ligt in de provincie West-Kaap en telt 6.499 inwoners.